# Peugeot Onyx
La Peugeot Onyx è una concept car ideata dalla casa automobilistica francese Peugeot e presentata per la prima volta al Salone dell'automobile di Parigi nel 2012.

## Contesto e profilo
La Onyx è una sportiva a due porte con configurazione 2+2. La carrozzeria è composta da rame e fibra di carbonio. I lineamenti sono moderni e dinamici e si distinguono dalle attuali Peugeot di serie. I fari anteriori si basano sulla tecnologia full-LED. Nella parte posteriore, vi sono delle prese d'aria in fibra di carbonio e nella coda è presente uno spoiler estraibile. Per la realizzazione degli interni è stata utilizzata carta da giornale riciclata.
Inoltre, sono stati costruiti una bicicletta ed uno scooter a tre ruote, chiamati con il medesimo nome della vettura.

## Caratteristiche tecniche
La Onyx è un'ibrida dotata di un motore V8 turbodiesel da 3.7 litri ed ha una potenza massima di 600 cavalli. È stato dichiarato che potrebbe scattare da 0 a 100 km/h in soli 2,9 secondi e raggiungere i 360 km/h.

## Premi
Questa macchina ricevette svariati premi tra cui Louis Vuitton Classic Concept Award 2013, che decreta il miglior prototipo dell'anno.